# Luce dei miei occhi
Pour plus de détails, voir Fiche technique et Distribution.
Luce dei miei occhi est un film italien réalisé par Giuseppe Piccioni, sorti en 2001.

## Fiche technique
- Titre : Luce dei miei occhi
- Réalisation : Giuseppe Piccioni
- Scénario : Giuseppe Piccioni, Linda Ferri et Umberto Contarello
- Photographie : Arnaldo Catinari
- Musique : Ludovico Einaudi
- Production : Lionello Cerri
- Pays d'origine : Italie
- Genre : drame
- Date de sortie : 2001

## Distribution
- Luigi Lo Cascio : Antonio
- Sandra Ceccarelli : Maria
- Silvio Orlando : Saverio Donati
- Barbara Valente : Lisa
- Toni Bertorelli : Mario
- Mauro Marino : Franco
- Riccardo Zinna :